# The Periwig-Maker
Pour plus de détails, voir Fiche technique et Distribution.
The Periwig-Maker (Der Perückenmacher) est un court métrage d'animation film allemand réalisé par Steffen Schäffler (de), sorti en 1999.

## Synopsis
Un perruquier reste calfeutré chez lui lors de la Grande peste de Londres en 1665. Il observe l'extérieur et notamment de l'autre côté de la rue une jeune fille rousse. Lorsque celle-ci meurt à son tour, il se rend à la fosse commune pour lui couper les cheveux et s'en faire une perruque, qui lui transmettra la maladie.

## Fiche technique
- Titre original : Der Perückenmacher
- Titre anglais : The Periwig-Maker
- Réalisation : Steffen Schäffler (de)
- Scénario : Annette Schäffler (de) et Steffen Schäffler (de), d'après le Journal de l'Année de la peste de Daniel Defoe
- Direction artistique : Steffen Schäffler (de)
- Son : Stefan Busch
- Montage : Annette Schäffler (de) et Steffen Schäffler (de)
- Animation : Phil Dale
- Production : Steffen Schäffler (de)
- Société de production : Ideal Standard Film
- Pays d'origine :  Allemagne de l'Ouest
- Langue originale : anglais
- Format : couleur — 35 mm — Dolby numérique
- Genre : Film d'animation
- Durée : 15 minutes
- Dates de sortie : Royaume-Uni : 13 novembre 1999

## Distribution
- Kenneth Branagh : narrateur

## Nominations
- BAFTA 2000 : British Academy Film Award du meilleur court métrage
- Oscars 2001 : Oscar du meilleur court métrage d'animation